# Crispus Attucks

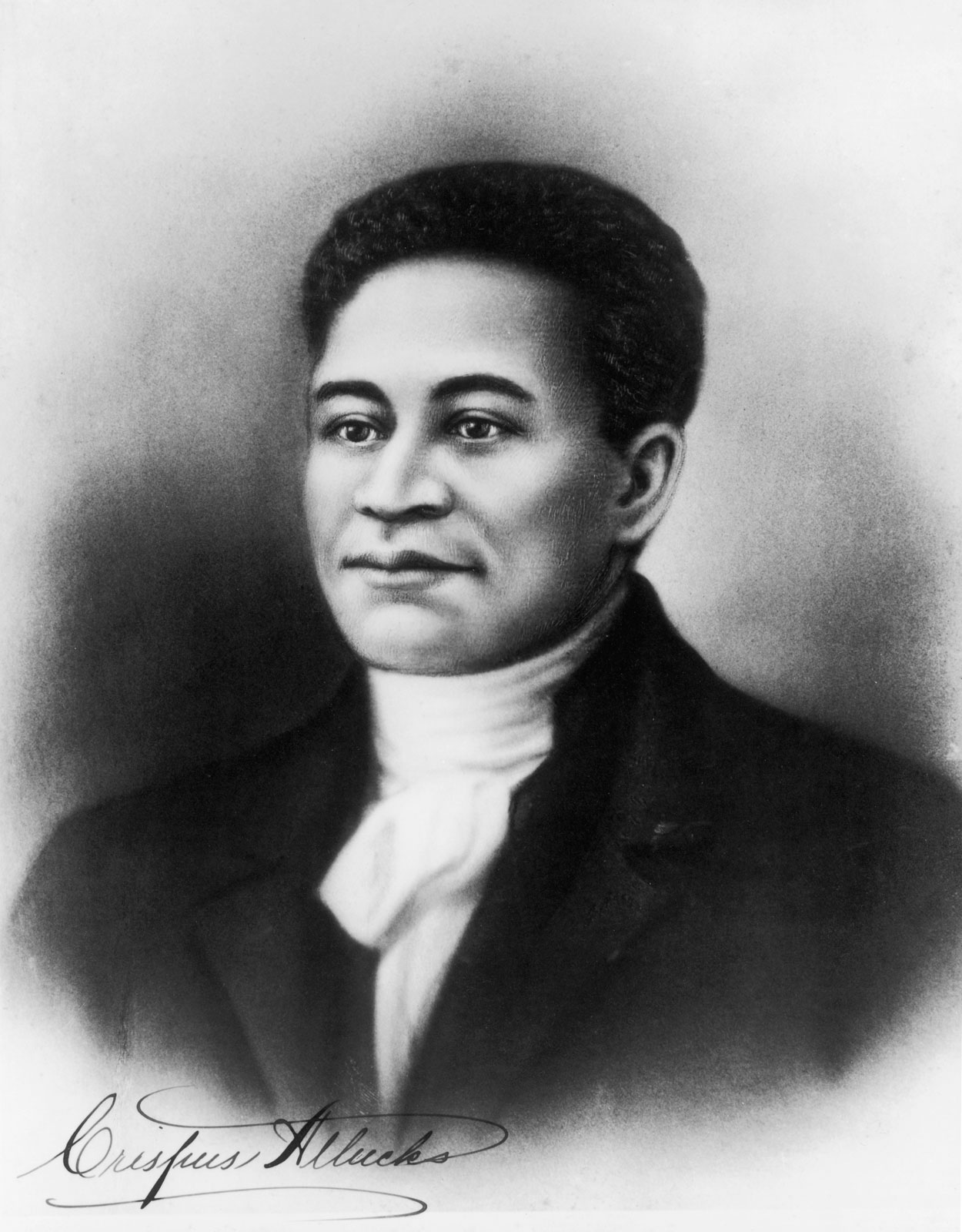
Porträt von Crispus Attucks

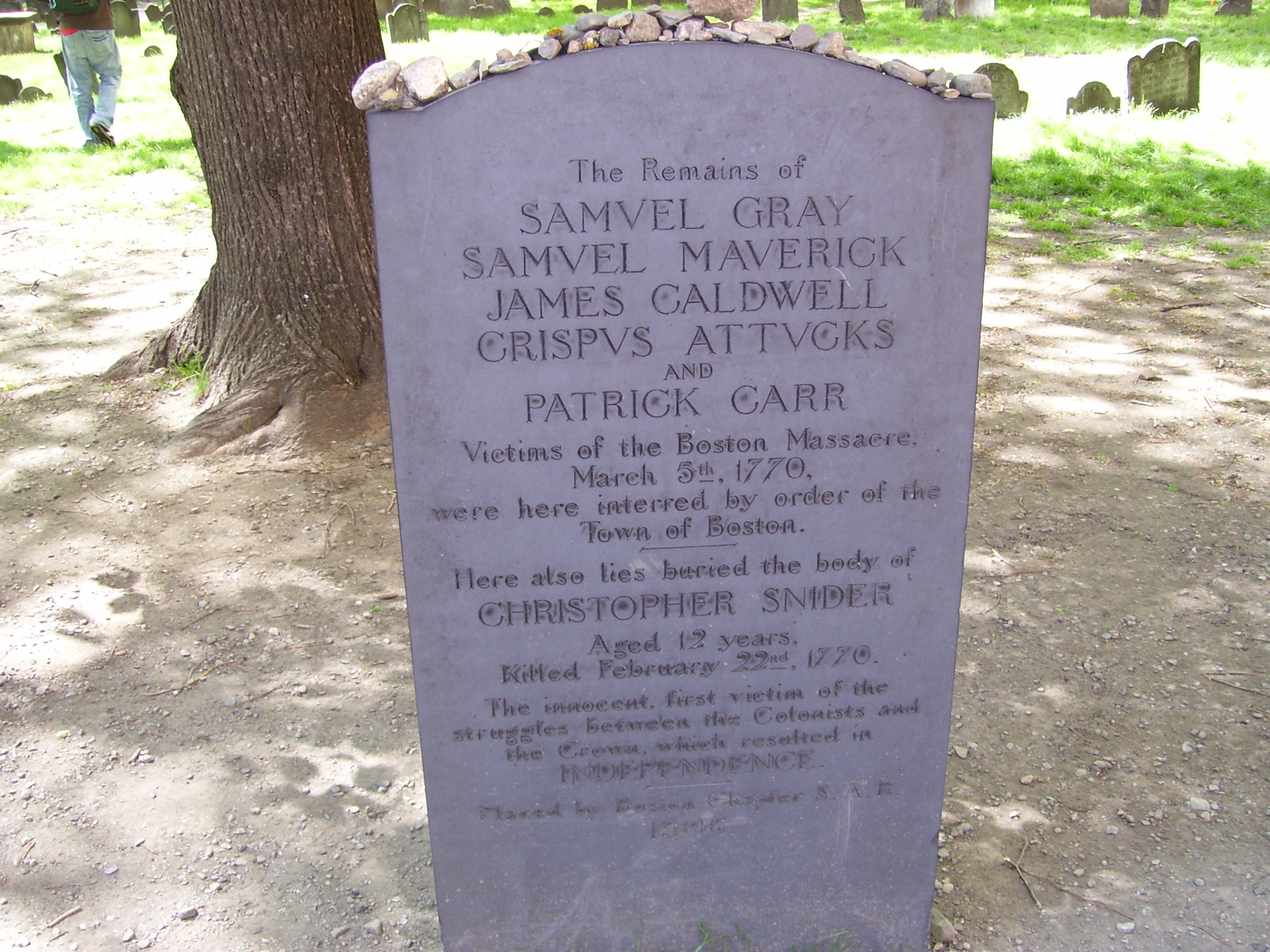
Das Grab von Crispus Attucks auf dem Granary Burying Ground

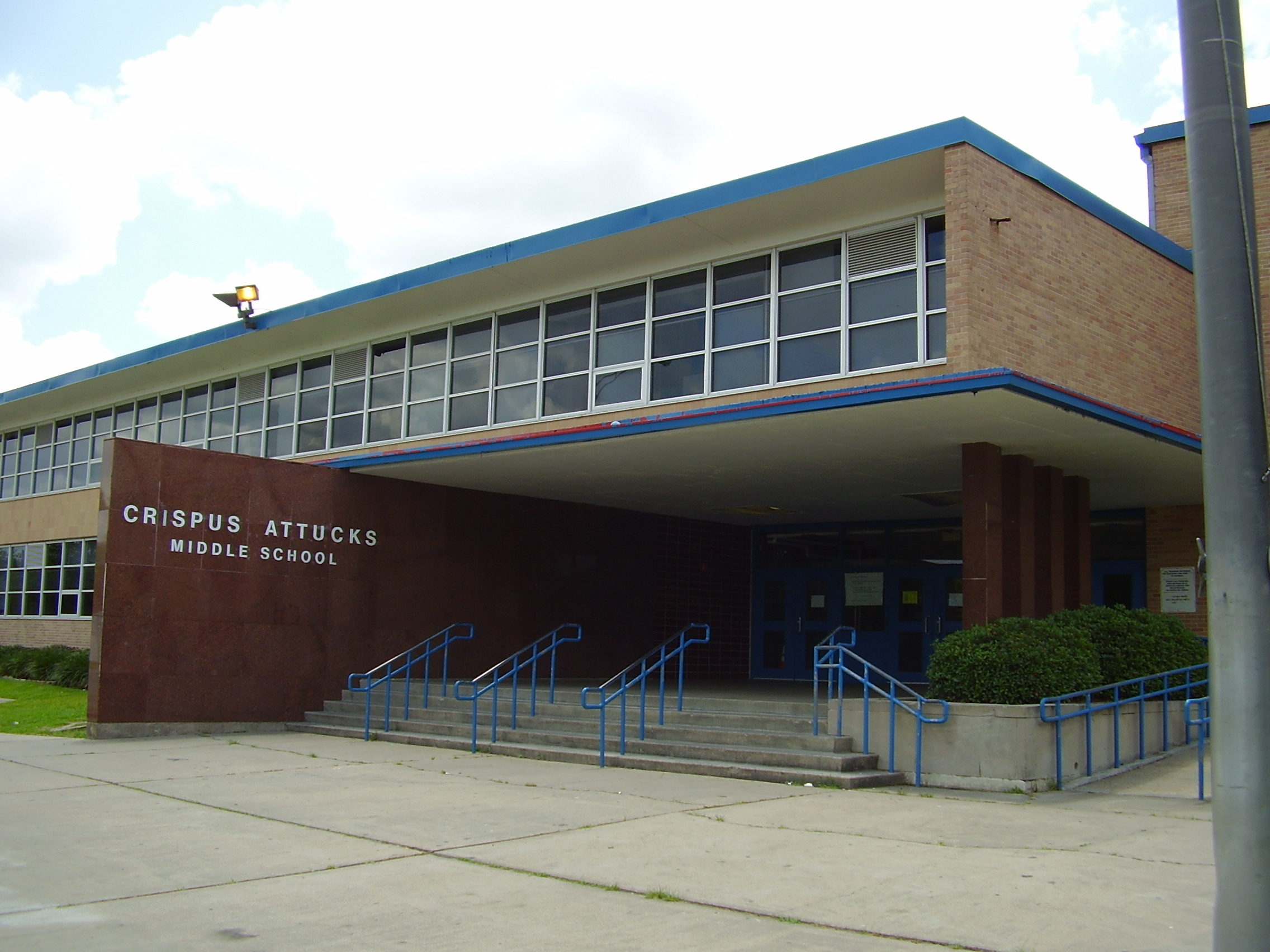
Gebäude der Crispus Attucks Middle School in Sunnyside, Houston, Texas

Crispus Attucks (* ca. 1723 in Britisch-Nordamerika; † 5. März 1770 in Boston, Massachusetts) war ein Hafenarbeiter mit Wurzeln in Afrika und bei den Wampanoag. Er war die erste Person, die während des Massakers von Boston durch die britischen Truppen erschossen wurde und wird daher auch als erster Märtyrer der Amerikanischen Revolution bezeichnet.

## Hintergrund
Über Attucks ist nur wenig mehr bekannt, als dass er gemeinsam mit Samuel Gray und James Caldwell während des Massakers von Boston noch vor Ort verstarb. Historiker sind sich nicht darüber einig, ob er ein freier Mann war oder aus Versklavung entflohen, lediglich seine gemischte Herkunft ist gesichert.
Obwohl das tatsächliche Ausmaß seiner Beteiligung an dem Vorfall unklar ist, wurde Attucks zu einer Ikone des Abolitionismus und wurde stets als Beispiel für den ersten schwarzen Helden der Amerikanischen Revolution aufgeführt. Die anderen Opfer der Attacke waren Samuel Gray und James Caldwell, die – ebenso wie Attucks selbst – direkt vor Ort verstarben, während Samuel Maverick und Patrick Carr erst später ihren Wunden erlagen.
Im frühen 19. Jahrhundert gewann die Bewegung der Abolitionisten zunehmend an Bedeutung, und ihre Unterstützer hoben Attucks als Afroamerikaner hervor, der eine heldenhafte Rolle in der Geschichte der Vereinigten Staaten gespielt habe. Weil Attucks Vorfahren bei den Wampanoag hatte, besitzt seine Geschichte auch eine besondere Bedeutung für die Indianer.
Die fünf Opfer des Massakers wurden als Helden auf dem Friedhof Granary Burying Ground begraben, wo auch John Hancock und andere Persönlichkeiten der US-Geschichte liegen.

## Erbe und Ehrungen
- 1858 – Abolitionisten in der Gegend um Boston, unter ihnen William Cooper Nell, führen den Crispus Attucks Day zur Erinnerung an ihn ein.
- 1886 – Die Orte, wo Crispus Attucks und Samuel Gray zu Tode kamen, werden durch Kreise auf dem Boden markiert. In jedem Kreis gibt es eine Nabe und Speichen, die jeweils ein Rad formen.
- 1888 – Ein Denkmal zur Erinnerung an Attucks und die anderen Opfer wird im Boston Common errichtet. Es ist über 25 ft (8 m) hoch und etwa 10 ft (3 m) breit. Das Basrelief porträtiert das Massaker von Boston und zeigt Attucks im Vordergrund liegend. Darunter befindet sich das Datum 5. März 1770, darüber steht eine weibliche Figur namens Free America, die zerbrochene Kette der Unterdrückung in ihrer Hand haltend. Unter ihrem rechten Fuß zertrümmert sie die königliche Krone Englands, zur Linken der Figur befindet sich ein Adler. In eine Seite des Denkmals wurden 13 Sterne eingraviert, unter denen in erhabenen Buchstaben die Namen der fünf Männer stehen, die an diesem Tag oder in den folgenden Tagen durch Nachwirkungen ums Leben kamen: Crispus Attucks, Samuel Gray, James Caldwell, Samuel Maverick und Patrick Carr.
- 1998 – Das Finanzministerium der Vereinigten Staaten gibt die Gedenkmünze The Black Revolutionary War Patriots heraus, die ein Bild von Attucks auf der Bildseite zeigt. Die Einnahmen aus den Verkäufen der Münze sind für die Errichtung eines Kriegerdenkmals für gefallene Schwarzafrikaner während der Amerikanischen Revolution vorgesehen.[10]
- 2002 – Der Afrozentrist Molefi Kete Asante führt Attucks in den TOP 100 der Größten Afroamerikaner.[11]
- Nach Attucks benannte Orte sind unter anderem die Crispus Attucks High School in Indianapolis, die Attucks Middle School in Sunnyside, die Crispus Attucks Elementary School in Kansas City, das Attucks Theatre in Norfolk, die Crispus Attucks Association in York, die Crispus Attucks Road in Spring Valley und das Crispus Attucks Center in Dorchester.